# Lilla Husarns naturreservat
Lilla Husarns naturreservat utgörs av ett antal öar i Dalarö socken i Haninge kommun i Södermanland (Stockholms län). Reservatet är beläget mellan Jungfrufjärden och Nämdöfjärden. Reservatet omfattar öarna Lilla Husarn, Stora och Lilla Saltkråkan (ej att förväxla med den fiktiva ön i TV-serien Vi på Saltkråkan), Stora och Lilla Kråkskär, Simpskallen samt vattnen mellan öarna. Öarna är obebyggda och ägs av Skärgårdsstiftelsen. Naturhamnar finns på nordsidan av Lilla Husarn och Stora Kråkskäret.